# Úixnia
Úixnia - Ушня (rus) - és un poble (un possiólok) de la República del Tatarstan, a Rússia. El 2010 tenia 56 habitants. Pertany al districte (raion) de Pestretsi.